# 久居駐屯地
久居駐屯地（ひさいちゅうとんち、JGSDF Camp Hisai）は、三重県津市久居新町975に所在し、第33普通科連隊等が駐屯する陸上自衛隊の駐屯地である。

## 概要
駐屯地南側の県道を越えた向かい側に、C地区と称される訓練場が、また津市一志地域内に屋外射撃場がある。
駐屯地司令は第33普通科連隊長が兼務。最寄の演習場は、久居（風早）演習場。

## 沿革
警察予備隊久居駐屯地
- 1952年（昭和27年）7月10日：警察予備隊第7連隊第3大隊が舞鶴駐屯地から移駐し、駐屯地開設。

保安隊久居駐屯地
- 1952年（昭和27年）10月15日：警察予備隊が保安隊に改編[1]。
- 1953年（昭和28年）2月25日：第531施設大隊が舞鶴駐屯地から移駐。
- 1954年（昭和29年）6月24日：第7連隊第3大隊が富士駐屯地へ移駐。

陸上自衛隊久居駐屯地
- 1954年（昭和29年）
  - 7月1日：陸上自衛隊へ移管[2]。第531施設大隊が第105施設大隊に改称。
  - 9月25日：第14普通科連隊第3大隊が編成完結。
- 1957年（昭和32年）12月7日：第105施設大隊が神町駐屯地へ移駐。
- 1958年（昭和33年）6月10日：第10混成団本部が大久保駐屯地から移駐。
- 1959年（昭和34年）6月3日：第10混成団本部および諸隊が守山駐屯地へ移駐。
- 1962年（昭和37年）1月18日：第14普通科連隊第3大隊を基幹として第33普通科連隊が編成完結。
- 1964年（昭和39年）8月1日：第116教育大隊が新編。
- 1975年（昭和50年）10月27日：第30回国民体育大会に出席するために来県した昭和天皇、香淳皇后が駐屯地グラウンドに行幸啓[3]。
- 2004年（平成16年）
  - 3月28日：第116教育大隊が廃止。
  - 3月29日：第10後方支援連隊第2整備大隊第2普通科直接支援中隊（第33普通科連隊を支援）が新編。
- 2015年（平成27年）3月26日：会計隊の改編に伴い、第337会計隊が廃止され第408会計隊久居派遣隊が配置。

## 駐屯部隊

### 中部方面隊隷下部隊
- 第10師団
  - 第33普通科連隊
  - 第10後方支援連隊
    - 第2整備大隊
      - 第2普通科直接支援中隊：第33普通科連隊を支援
- 中部方面会計隊
  - 第408会計隊
    - 久居派遣隊
- 中部方面システム通信群
  - 第104基地システム通信大隊
    - 第306基地通信中隊
      - 久居派遣隊
- 久居駐屯地業務隊

### 防衛大臣直轄部隊
- 中部方面警務隊
  - 第130地区警務隊
    - 久居派遣隊

## 過去の駐屯部隊
- 第7連隊第3大隊（移駐）：1952年（昭和27年）7月10日から1954年（昭和29年）6月24日の間。富士駐屯地へ移駐。
- 第531施設大隊（改称）：1953年（昭和28年）2月25日から1954年（昭和29年）6月30日の間。廃止。第105施設大隊に改称。
- 第105施設大隊（移駐）：1954年（昭和29年）7月1から日1957年（昭和32年）12月7日の間。神町駐屯地へ移駐。
- 第10混成団本部及び諸隊（移駐）：1958年（昭和33年）6月10日から1959年（昭和34年）6月3日の間。守山駐屯地へ移駐。
- 第14普通科連隊第3大隊（改編）：1952年（昭和27年）7月10日から1962年（昭和37年）1月18日の間。第33普通科連隊に改編。
- 第116教育大隊（廃止）：1964年（昭和39年）8月1日から2004年（平成16年）3月28日の間。

## 最寄の幹線交通
- 高速道路
  - 伊勢自動車道、久居IC
- 一般道
  - 国道23号
  - 国道165号
  - 三重県道15号久居美杉線
  - 三重県道114号上浜高茶屋久居線
  - 三重県道658号片田井戸久居線
  - 三重県道776号久居停車場津線
- 鉄道
  - 近畿日本鉄道名古屋線久居駅（久居駅は久居駐屯地に隣接）
- 港湾
  - 四日市港（指定特定重要港湾）
  - 津松阪港
  - 尾鷲港（共に重要港湾）
- 飛行場：明野飛行場（その他の空港）

## 重要施設
- 川越火力発電所（出力480.2万kW。LNG）（三重郡川越町）
- 四日市火力発電所（出力124.5万kW。LNG）（四日市市）
- 尾鷲三田火力発電所（出力87.5万kW。石油）（尾鷲市）
- 西部変電所（超高圧変電所）（いなべ市）
- 北勢変電所（一次変電所）（四日市市）
- 三重開閉所（いなべ市）
- 三岐幹線（三重開閉所から岐阜開閉所まで、亘長90 km[4]の、500 kV送電線路）
- 三重東近江線（東近江開閉所から三重開閉所までの、500 kV送電線路）
- 四日市LPG基地（24.9万tのLPGを貯蔵する施設）（四日市市）
- 四日市LNGセンター（中部電力の発電用天然ガス貯蔵施設）（四日市市）
- コスモ石油四日市製油所（原油処理能力は日量15.5万バレル）（四日市市）
- 昭和四日市製油所（原油処理能力は日量21.0万バレル）（四日市市）
- BASFジャパン（農薬製造工場）（四日市市）
- KDDI送信所（伊賀市）
- ジャパン マリンユナイテッド技術研究所（津市）

## 特徴
- 資料館の隣に展示用の74式戦車が置かれた。
- 第33普通科連隊は、旧陸軍の歩兵第33連隊と同じ敷地を使用し、同じ番号を使用するのは全国でも稀。
- 三重県からの要請で青山高原に三重県道512号青山高原公園線を整備した[5]。また津市立一志中学校の校地整備も担当している[6]。